# Pramila Aiyappa

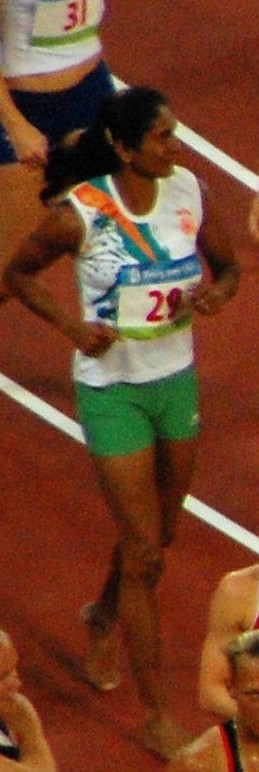
Pramila Aiyappa bei den Olympischen Spielen 2008

Pramila Gudanda Aiyappa (geb. Ganapathy; * 8. Mai 1977) ist eine indische Siebenkämpferin.
2000 gewann sie Silber bei den Leichtathletik-Asienmeisterschaften in Jakarta und kam bei den Olympischen Spielen in Sydney auf den 24. Platz. Im Jahr darauf belegte sie bei den Leichtathletik-Weltmeisterschaften 2001 in Edmonton Rang 15.
Nach einer mehrjährigen Wettkampfpause qualifizierte sie sich 2008 für die Olympischen Spiele in Peking und belegte dort den 27. Platz.
2010 wurde sie Fünfte bei den Commonwealth Games in Delhi und holte Bronze bei den Asienspielen in Guangzhou.
Ihre Bestleistung von 6105 Punkten stellte sie am 31. Juli 2000 in Chennai auf.